# Фабрика художественного фарфора Allach

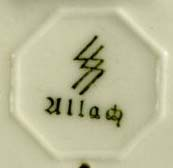
Торговая марка фабрики Allach

Фабрика художественного фарфора Allach / Porzellan Manufaktur Allach — существовала в Германии в период между 1935 и 1945 годами. После первого года работы предприятие оказалось в ведении СС с использованием принудительного труда заключённых концентрационного лагеря Дахау.

## История
Мастер керамики Франц Надь владел землей в пригороде Мюнхена — Аллахе (Allach), на которой был создан завод Allach, с 1925 года.
В начале 1935 года им была создана небольшая фарфоровая фабрика.
Официальная дата основания Allach GmbH с уставным капиталом 45 000 Рейхсмарок — 3 января 1936 года. Членами-учредителями были Франц Надь как руководитель предприятия, Теодор Кернер (Theodor Kärner) как скульптор, Карл Дибич как живописец и Бруно Галке (Bruno Galke) как торговый агент. Неофициальным владельцем фабрики являлся Генрих Гиммлер. В первую очередь фабрика ориентировалась на производство декоративного и художественного фарфора, в том числе спецзаказов от самого Рейхсфюрера, мечтавшего «воспитать» и развить новый немецкий художественный вкус. Также фабрикой осуществлялся более массовый выпуск домашней керамики и организация специальной секции посуды.
1 апреля 1939 года на открытии выставочного зала фабрики Allach в Берлине, на Лейпцигштрассе 13, профессор Карл Дибич произнёс слова, ставшие впоследствии пророческими: «Народ существует, пока живы свидетельства его культуры. Эти слова Фюрера — культурный девиз для нас. Мы хорошо понимаем, что всё, что мы делаем, будет тщательнейшим образом исследовано теми, кто придёт после нас. И мы не хотим, чтобы последующие поколения оценили нашу работу плохо».